# Tractat d'Angra de Cintra
El tractat d'Angra de Cintra, signat per Espanya i el Marroc el 1r d'abril de 1958, va posar fi al protectorat espanyol al Marroc i va ajudar a posar fi a la guerra d'Ifni. Segons aquest tractat, el Cap Juby (el darrer dels districtes de l'Àfrica Occidental Espanyola), era retornat al Marroc, ja que encara que el territori estava administrat des del govern de Río de Oro (el gener de 1958 el Río de Oro havia format una província espanyola anomenada Sàhara Espanyol), era legalment part del protectorat espanyol del Marroc segons un tractat entre Espanya i França signat el 1912, i el protectorat s'havia acabat el 1956. El nom del tractat deriva d'Angra de Cintra o badia de Cintra, una badia situada al sud del Sàhara Occidental.

## El tractat
El ministre d’Afers Exteriors espanyol, Fernando María Castiella y Maíz, i el seu homòleg marroquí, Ahmed Balafrej (أحمد بلافريج), així com els seus respectius secretaris, es van reunir a la badia de Cintra, a la colònia espanyola de Río de Oro, entre el 31 de març i el 2 d’abril, amb el màxim secret per negociar la fi dels enfrontaments entre Espanya i els rebels recolzats pel Marroc que havien començat l'octubre de 1957. El tractat resultant es va signar el 1r d'abril. Segons els seus termes, Espanya tornaria al control marroquí la zona sud del seu protectorat, que havia conservat fins i tot després de lliurar la zona nord el 1956. Aquesta zona, anomenada Cap Juby o la franja de Tarfaya, es trobava entre el riu Draa i el paral·lel. 27° 40′ nord. El trasllat s'havia de fer el 10 d'abril a la capital administrativa de Villa Bens (Tarfaya). L'hereu marroquí, el futur Hassan II, va ser present a la cerimònia. L'acord no donava un calendari per a l'evacuació de les tropes espanyoles de la zona nord o sud de l'antic protectorat, sinó que només expressava el compromís de les dues parts amb l'evacuació total.
El 15 d'abril, Espanya va distribuir una nota verbal a les Nacions Unides afirmant que amb el tractat d'Angra de Cintra havia complert completament la seva declaració del 7 d'abril de 1956 que donava per acabat el seu protectorat.
El 30 de juny de 1958, l'Exèrcit d'Alliberament marroquí (que no formava part de l'exèrcit regular marroquí) va declarar l'alto el foc, posant fi a la guerra d'Ifni. L'enclavament de Sidi Ifni, que estava envoltat de territori marroquí, no va ser cedit a Angra de Cintra, ja que estava sota sobirania espanyola. Tanmateix, es va reduir considerablement, ja que les seves regions perifèriques, ocupades per la tribu Ait Ba Amran, van ser abandonades (tot i que això no estava especificat al tractat). La ciutat en si mateixa només va ser cedida al Marroc el 1969. De la mateixa manera, l'acord de Cintra no afectava cap de les altres reivindicacions territorials del Marroc contra Espanya, ni al Sàhara ni al Mediterrani.